# Satu Waltari
Satu Waltari, född 4 januari 1932 i Helsingfors, död där 9 januari 2014, var en finländsk författare. Hon var dotter till Mika Waltari. 
Waltari publicerade en rad romaner, främst generationsdokumentet Kahvila Mabillon (1952), som utspelar sig i bohemernas Paris, den självbiografiska barndomsskildringen Haikeat leikit (1957), vilken belönades med Kalevi Jäntti-priset 1958, och medeltidsberättelsen Viides harharetki (1960), som inspirerats av Hieronymus Boschs måleri.